# Vepris calcicola
Vepris calcicola là một loài thực vật có hoa trong họ Cửu lý hương. Loài này được H. Perrier miêu tả khoa học đầu tiên năm 1948.